# 김형곤
김형곤(金亨坤, 1960년 5월 30일 ~ 2006년 3월 11일)은 대한민국의 희극인이다. 2006년 3월 11일에 심장마비로 사망했다.

## 생애
1960년 5월 30일, 4형제 중 차남으로 태어났다. 서울무학초등학교와 장충중학교, 중경고등학교, 동국대학교 사범대학 국어교육과를 졸업했다. 1980년 개그맨으로 데뷔하며 연예계에서 활동했다. 1980년 중반 KBS 유머 1번지의 <회장님 회장님 우리 회장님>, <탱자 가라사대>, <꽃 피는 봄이 오면> 등으로 시사 개그를 선보이며, 엄청난 인기를 끌었다. 본인의 인기로 정계에 입성할 야망을 가졌으며 국회의원 선거에 공천을 받아 정계에 입성할 기회를 가졌으나, 임종석 후보에게 밀려서 낙선하여 패배했다. 

### 경력
본관은 김해(金海)이고 서울에서 출신으로 중경고등학교(1979년), 동국대학교(1985년) 국어교육학과를 졸업한 그는 1977년 연극배우로 첫 데뷔하였고 1980년, TBC 동양방송 개그콘테스트에서 은상을 받은 것을 시작으로 본격 연예 활동을 시작했다. 대표작으로 1980년대 KBS 한국방송공사의 코미디 프로그램 중 하나였던 《유머 일번지》의 《회장님 회장님 우리 회장님》, 《탱자 가라사대》등의 코너에서 당시 드물었던 시사풍자를 시도했으며, 《회장님 회장님 우리 회장님》코너에서는 ‘잘 돼야 될 텐데…’, ‘잘 될 턱이 있나?…’라는 유행어를 만들었다. 하지만, 《유머일번지》의 거침없는 시사풍자는 당시 전두환 군사독재정권의 미움을 받아, 중간에 프로그램의 방영이 중단되는 등 고초를 겪기도 하였다.

#### 정당 활동
김형곤은 1998년 6월 17일에 자유민주연합에 입당했으며 1999년에는 자유민주연합의 김종필 명예총재 특별보좌역을 거쳐 자유민주연합 문화예술행정특임위원 직위를 역임하였다. 하지만 2000년에 실시된 자유민주연합의 대한민국 제16대 국회의원 선거 서울 성동구 후보자 공천에서 안승근 용인대학교 교수에 밀려 탈락하자 자유민주연합에서 탈당했다. 김형곤은 서울 성동구 무소속 후보로 출마하였으나 새천년민주당의 임종석 후보, 한나라당의 이세기 후보에 밀려 3위로 낙선하였다. 이후 뮤지컬에도 참여하는 등 다양한 연기자로서의 활동을 했다. 성적 소수자들인 트랜스젠더 클럽을 운영하기도 했다.

### 사망
김형곤은 2006년 3월 11일에 평소와 반대로 사우나 직후에 헬스클럽에서 러닝머신 운동을 했고 이후 화장실에서 갑자기 쓰러져 구급차로 병원에 옮겨졌으나 심장마비로 사망했다(향년 45세). 사후 시신은 연구용으로 가톨릭대학교 의과대학병원에 기증되었고 유해는 이듬해에 서울시립승화원에서 화장되어 경기도 고양시 일산동구 설문동 소재의 청아공원에 안장되었다.

## 비판

### 최양락집단구타 사건
김형곤이 자신의 개인 운전기사가 그만두려 하자 만류했으나 그 운전기사는 끝내 사직하였다. 이후, 그 운전기사를 최양락이 고용했다. 이에 분노한 김형곤이 1985년 6월의 어느날, 새벽 1시에 후배 희극 배우들을 대동하고 최양락의 집에 쳐들어가서 최양락을 집 밖으로 끌고 나와서 집단으로 구타했다. 어지간한 일로는 소송을 걸지 않는 기수 문화임에도 불구하고 최양락은 이 때 김형곤에게 구타를 당해 병원에 입원했으며 김형곤을 폭행죄로 고소했다. 이 사건은 1985년 8월 2일자 동아일보 12면에 게재되었다.
결국 김형곤은 죽음으로 여론의 뭇매질을 비켜갔는데 2020년대에는 유명인들이 과거에 저지른 잘못들을 크게 부각시켜 인터넷에서 추방 운동을 벌이는 시대가 된 탓에 조형기가 과거에 저지른 음주운전 뺑소니 치사 사건을 네티즌들이 여기저기 소문을 퍼뜨려가면서 킬러 조라는 멸칭으로 부르고 방송국에도 조형기만 나오면 "왜 살인자를 방송에 출연시키느냐"며 항의를 일삼은 끝에 조형기를 사회에서 매장시키는 데 성공했다. 하지만 김형곤은 최양락에게 인간이길 포기한 이러한 악행을 저지르고도 일찍 죽은 덕분에 이런 여론의 뭇매를 피해갈 수 있었다.

## 데뷔
- 1977년 연극배우 첫 데뷔.
- 1980년 TBC 동양방송 개그콘테스트로 데뷔하였으나 1980년 언론통폐합으로 동양방송이 KBS 한국방송공사에 합쳐지자 자동으로 한국방송공사 소속이 되었다.

## 학력
- 서울무학국민학교(前) → 대흥국민학교(前) → 반월국민학교 졸업
- 장충중학교 졸업
- 중경고등학교 졸업
- 동국대학교 국어교육학과 학사

## 방송 출연
- 1981년 KBS2 《젊음의 행진》
- 1981년 KBS2 《젊음의 행진》 - 여의도에서 남이섬까지
- 1982년 MBC 《호랑이 선생님》
- 1983년 MBC 《쇼2000》 - 시사풍자무대
- 1983년 MBC 《83 MBC 강변가요제》
- 1983년 KBS2 《유머일번지》 - 회장님 회장님 우리 회장님/탱자가라사대/꽃피는 봄이 오면/진중일기/그는 이렇게 말했다
- 1984년 KBS2 《가족오락관》
- 1985년 KBS2 《추적60분》
- 1987년 KBS2 《웃음꽃방》 - 비디오편지
- 1987년 MBC 《웃으며삽시다》 - 이주일 자선공연
- 1990년 KBS2 《자니윤 쇼》
- 1990년 KBS2 《유머1번지》 - 세계폭소가요제
- 1990년 KBS2 《가족오락관》 - 300회 특집
- 1990년 KBS2 《연예가중계》
- 1991년 KBS2 《1991 이야기쇼》
- 1991년 KBS2 《코미디 청백전》
- 1991년 KBS2 《전원집합 토요대행진》 - 개그코너
- 1991년 KBS2 《유머1번지》 - 진중일기, 꽃피는 봄이 오면
- 1991년 KBS2 《91세계폭소가요제》
- 1991년 KBS2 《한바탕 웃음으로》 - 봉숭아학당
- 1991년 KBS2 《연예가중계》 - 스타데이트
- 1991년 KBS2 《요리는 즐거워》
- 1992년 KBS2 《한바탕 웃음으로》 - 대부 돈꿀레옹
- 1992년 MBC 《MBC 일요큰잔치》
- 1992년 KBS2 《TV유쾌한응접실》
- 1992년 KBS2 《TV시간여행》
- 1993년 KBS2 《조영남쇼》
- 1993년 MBC 《뽀뽀뽀》 - 뽀뽀뽀 서
- 1993년 KBS2 《달려라 고고》 - 분장실 갑작퀴즈
- 1993년 KBS2 《한바탕 웃음으로》 - 나의사랑 나의 신부
- 1993년 MBC 《도전 추리특급》
- 1993년 KBS2 《폭소아카데미》
- 1993년 MBC 《일요일 일요일 밤에》 - 이제는 말한다 /스타청문회
- 1993년 MBC 《특종 TV연예》 - 폭소 레슬링대회
- 1993년 KBS2 《퍼즐특급열차》
- 1993년 SBS 《주병진쇼》
- 1994년 KBS2 《MC노래큰잔치》
- 1994년 KBS2 《한바탕 웃음으로》 - 대왕은 죽기를 거부했다
- 1994년 MBC 《TV청년내각》 - 벗기기 연극 예술인가 외설인가
- 1994년 MBC 《심리분석 나》
- 1994년 SBS 《투맨쇼》 - 두남자와 만납시다
- 1995년 KBS2 《연예가중계》 - 김형곤의 연예기상도
- 1995년 KBS2 《출발 토요대행진》 - 김형곤의 심봤다
- 1995년 MBC 《95 개그맨가요제》
- 1995년 MBC 《김형곤 이영현의 세상엿보기》
- 1995년 MBC 《김형곤 김서라의 세상엿보기》
- 1995년 SBS 《한밤의 TV연예》
- 1995년 KBS2 《슈퍼선데이》
- 1995년 KBS2 《TV는 사랑을 싣고》
- 1996년 SBS 《세계의 축제 월드컵의 함성》
- 1996년 KBS 《폭소대작전》 - 상황속으로
- 1996년 MBC 《김동건의 텔리비안나이트》
- 1996년 KBS2 《웃음천국》 - 김형곤의 시사무대
- 1996년 KBS2 《KBS빅쇼》 - 개그백서
- 1996년 KBS2 《슈퍼선데이》 - 연예매거진
- 1996년 SBS 《연에인 총출동 흉내내기 챔피언》
- 1996년 KBS2 《밤과 음악사이》
- 1996년 SBS 《이주일의 투나잇쇼》
- 1997년 KBS2 《체험 삶의 현장》
- 1997년 MBC 《토요일 토요일은 즐거워》
- 1997년 SBS 《이주일의 코미디쇼》 - 김형곤의 세상돋보기 졸보기/여자가 여자다워야지/코미디극장
- 1997년 KBS2 《쇼! 행운을 잡아라》 - 일요연예와이드
- 1997년 SBS 《이문세의 라이브》 - 스타의 어머니
- 1997년 KBS2 《코미디 세상만사》 - 이 밤의 끝을잡고
- 1998년 KBS2 《TV데이트》
- 1998년 KBS2 《김병찬 변우영의 행복탐험》
- 1998년 SBS 《특명 아빠의 도전》
- 1998년 KBS2 《시사터치 코미디파일》
- 1998년 KBS2 《코미디 세상만사》 - 사미인곡
- 1998년 KBS2 《슈퍼TV 일요일은 즐거워》 - 캠퍼스 영상가요 동국대 편
- 1999년 SBS 《생방송 행복찾기》
- 1999년 iTV 《김형곤쇼》
- 2000년 KBS1 《가족오락관》
- 2001년 KBS2 《서세원쇼》 - 토크박스
- 2001년 MBC 《아주 특별한 아침》
- 2002년 KBS2 《행복채널》
- 2003년 KBS2 《쇼 행운열차》 - 어린이 긴급 대책회의/심심보감
- 2003년 KBS1 《피플 세상속으로》
- 2003년 KBS2 《여유만만》
- 2004년 KBS2 《폭소클럽》
- 2005년 KBS2 《코미디쇼 7080》
- 2005년 KBS1 《가족오락관》
- 2005년 KBS2 《KBS 8 아침뉴스타임》
- 2006년 KBS2 《추적60분》 - 대한민국 40대 돌연사 주의보, 당신은 안녕하십니까?

## 영화
- 1981년 《여자는 괴로워》
- 1983년 《다른시간 다른장소》
- 1983년 《신입사원 얄개》
- 1987년 《외계 우뢰용》 - 뚱보 역
- 1988년 《로봇 스타짱가》 - 둥둥 역
- 1988년 《회장님 우리회장님》 - 김 회장 역
- 1990년 《스타 짱가 Z 마징가 V 슈퍼베타맨》 - 짱가 역
- 1991년 《이맹구의 봉숭아학당》 - 훈장 역
- 1992년 《알라뷰 영자》
- 1996년 《드래곤 투카》 - 피자집 주인 역(특별출연)

## 진행
- 1982년 MBC 표준FM 《4시에 만납시다》
- 1993년 KBS 《심야에의 초대》
- 2005년 SBS 러브FM 《김형곤, 서현선의 세상만나기》

## 뮤지컬
- 1987년 《대왕은 죽기를 거부했다》
- 1988년 《용이나리샤》
- 1995년 《왕과 나》
- 1996년 《병사와 수녀》

## 공연
- 2005년 김형곤의 폭소강의 엔돌핀코드

## CF
- 1981년 동서식품 맥스웰 (이택림과 함께 출연)
- 1982년 농심 해피맛 소고기라면
- 1982년 농심 짬뽕라면 (김수미와 함께 출연)
- 1982년 농심 올백&버터비트 (故구봉서, 곽규석과 함께출연)
- 1982년 농심 오향면, 사발면 (故구봉서와 함께출연)
- 1982년 농심 농심 사발면 {인쇄 광고로 출연}
- 1982년 농심 포테토칩
- 1983년 한국콘티넨탈 콘티 누룽지&콘보이
- 1984년 시사영어사 시사중학영어
- 1984년 농심 맛배기 너구리 (강문영과 함께 출연)
- 1984년 한국콘티넨탈 콘티 찐빵
- 1984년 쓰리세븐가방 파스코치 가방
- 1985년 일화 맥콜
- 1985년 서울우유 락토 우유 (이신재와 함께 출연)
- 1985년 CJ제일제당 백설 불고기햄
- 1985년 롯데제과 롯데 코코아파이 (장두석과 함께 출연)
- 1986년 농심 농심 통라면
- 1986년 오리온 오리온 초코파이 (김정식과 함께 출연)
- 1987년 샤니 데니쉬페스트리
- 1987년 CJ제일제당 백설햄 해물소세지
- 1987년 청보식품 스파게티, 우짜짜
- 1987년 제일헬스사이언스 제일파프 (KBS 유머1번지 회장님 우리 회장님 팀으로 출연)
- 1987년 해태음료 써니텐 (故김주승, 임미숙, 김완선과 함께 출연)
- 1987년 청보식품 깨꿍 스낵 (엄영수, 김학래, 이성미와 함께 출연)
- 1988년 제일헬스사이언스 제일파프 (엄영수와 함께 출연)
- 1990년 빙그레 아람바 (KBS 유머1번지 탱자가라사대 팀으로 출연)
- 1990년 삼성화성 랜지랩&포리랩
- 1990년 한주 꽃소금
- 1990년 사또꼬치
- 1990년 해동 SS 제약 에스탁
- 1990년 CJ제일제당 삼호 멸치액젓 (이휘향과 함께 출연)
- 1990년 ~ 1991년 일양약품 애시드린 (김병조, 배영만과 함께 출연)
- 1991년 교원구몬 구몬식학습
- 1995년 농심 농심 모밀국수 (최정원과 함께 출연)
- 1997년 대웅제약 페리바
- 1998년 쿠쿠스
- 2000년 하하호호

## 수상 경력
- 1987년 제23회 백상예술대상 TV부문 인기상
- 1987년 제1회 KBS 코미디대상 대상
- 1996년 제32회 백상예술대상 TV남자예능상
- 1997년 제11회 예총예술문화상 연예부문 공로상
- 1998년 제34회 백상예술대상 TV남자예능상
- 2006년 제42회 백상예술대상 특별상

## 역대 선거 결과
| 실시년도 | 선거  | 대수 | 직책     | 선거구      | 정당   | 득표수    | 득표율         | 순위 | 당락 | 비고 |
| -------- | ----- | ---- | -------- | ----------- | ------ | --------- | -------------- | ---- | ---- | ---- |
| 2000년   | 총선  | 16대 | 국회의원 | 서울 성동구 | 무소속 | 12,258 표 | \| \| 8.66% \| | 3위  | 낙선 |      |
|          | 8.66% |      |          |             |        |           |                |      |      |      |

## 스탠드업 코미디 녹음 음반
- 김형곤 코메디 폭소클럽 1 ~ 5
- 김형곤 폭소클럽 6